# Quiet on Set: The Dark Side of Kids TV
Quiet on Set: The Dark Side of Kids TV (El lado oscuro de la fama infantil en Hispanoamérica) es una docuserie de 2024, sobre detrás de las series exitosas de Nickelodeon, pero que los actores infantiles terminaron a lo peor, haciendo con las situaciones de acoso y sus otros motivos desde a finales de 90s a inicios de los 2000s hacía con Dan Schneider como productor de la cadena. Fue transmitida por el canal de televisión Investigation Discovery y se estrenó simultáneo por el servicio de streaming Max y Discovery+.
El 26 de marzo de 2024 se anunció que un quinto episodio de la docuserie estaba en desarrollo y que contaría con una nueva entrevista con Drake Bell y otros que contaron sobre las denuncias de abusos; por lo cual se estrenará el 7 de abril.

## Sinopsis
La serie recoge el ascenso en Nickelodeon del productor de televisión Dan Schneider, acusado de fomentar un ambiente de trabajo hostil. La ex actriz Alexa Nikolas aparece detallando su experiencia trabajando en la serie Zoey 101. También aparecen antiguos miembros del reparto y del equipo de All That, The Amanda Show y otros programas de Nickelodeon.
En el tercer episodio, Drake Bell revela que sufrió abusos sexuales por parte del ex entrenador de diálogos de Nickelodeon Brian Peck (sin relación con el coprotagonista de Bell de Drake & Josh Josh Peck). Peck fue detenido y acusado en 2003 de abuso sexual infantil, pero el nombre de la víctima había sido sellado. También se revelaron cartas al presidente del tribunal en apoyo de Peck, entre ellas de los actores James Marsden, Kimmy Robertson, Taran Killam, Alan Thicke, Joanna Kerns, Rider Strong y Will Friedle junto con el director Rich Correll.
Otro abusador sexual, el asistente de producción Jason Michael Handy, se describió a sí mismo como un "pedófilo en toda regla", al tiempo que enviaba fotografías sexualmente explícitas a una antigua actriz infantil.

## Producción
En 2018, a raíz del movimiento #MeToo, ViacomCBS entrevistó a docenas de empleados con respecto a sus experiencias con Dan Schneider. Aunque su revisión no encontró mala conducta sexual por parte de Schneider, los empleados expresaron que Schneider era controlador y verbalmente abusivo hacia ellos. Después, Schneider se separó de la cadena.
Durante ese tiempo, la directora y productora Mary Robertson se dio cuenta de una serie de vídeos virales que mostraban escenas inapropiadas de programas producidos por Dan Schneider. Uno de las escenas que observó era fue Ariana Grande como Cat Valentine de Victorious echándose agua en la cara mientras estaba tumbada boca abajo. Otra escena mostraba a Jamie Lynn Spears en un episodio de la serie Zoey 101 recibiendo un chorro de líquido viscoso en la cara. Robertson pensó que los dos clips evocaban imágenes pornográficas.
Robertson (con Emma Schwartz) se asoció más tarde con la reportera de Business Insider Kate Taylor para ponerse en contacto con decenas de actores y miembros del equipo que trabajaron en los sets de los programas de Schneider. Schwartz señaló que los muchos individuos que respondieron a la oferta se sintieron aliviados de poder compartir sus experiencias negativas, pero varios más seguían teniendo miedo de dar a conocer sus experiencias. También intentaron ponerse en contacto con el propio Schneider, pero él se negó a aparecer en cámara. Aun así, sus respuestas se mostraron a lo largo de la serie a través de texto. El día que se grabó la entrevista de Drake Bell, Robertson declaró a The Hollywood Reporter que todo el set estaba en silencio. Bell le dijo más tarde a Robertson que se había quitado un peso de encima. En el podcast The Sarah Fraser Show del 22 de marzo de 2024, Bell reveló que fue a rehabilitación después de su entrevista para la docuserie. Anteriormente se ofreció que Bell iba aparecer en un documental muy similar, pero no lo hizo. Bell reveló en 2024 que recibió críticas por no aparecer en ningún documental.
Antes de sentarse con Bell, los directores solicitaron al tribunal que se hicieran públicas las cartas de apoyo a Brian Peck. Dijeron a Variety "No sabíamos lo que íbamos a encontrar...[p]ero lo que las cartas nos permiten hacer es tener una ventana a quién, en Hollywood, estaba apoyando a este hombre durante un tiempo en el que había sido condenado como agresor sexual de menores". Después de que se publicara el tráiler del documental, Robertson declaró a US Magazine que intentó ponerse en contacto con Rider Strong y Will Friedle pero ninguno respondió. Más tarde, Kate Taylor y Olivia Singh publicaron varias de las cartas que aparecen en el documental en Business Insider.
Robertson declaró a The Hollywood Reporter que si la serie tenía éxito, esperaba que pudieran hacer más episodios de Quiet on Set. El 22 de marzo de 2024, Rotten Tomatoes enumeró un quinto episodio llamado Breaking the Silence, que llevó a la especulación de los espectadores. El 26 de marzo de 2024, Investigation Discovery confirmó que el quinto episodio se estrenará el 7 de abril y que Drake Bell hará otra aparición. Jason Sarlanis, el presidente de la cadena y sus redes afiliadas, prometió que el episodio profundizará "en las conversaciones cruciales que encendió a la docuserie y explorará las preguntas persistentes que quedan a su paso para proporcionar más información de las valientes voces que han hablado anteriormente y de las que se están presentando de nuevo".

## Episodios
| N.º | Título                           | Dirigido por                   | Fecha de emisión original |
| --- | -------------------------------- | ------------------------------ | ------------------------- |
| 1   | «Rising Stars, Rising Questions» | Mary Robertson y Emma Schwartz | 17 de marzo de 2024       |
| 2   | «Hidden in Plain Sight»          | Mary Robertson y Emma Schwartz | 17 de marzo de 2024       |
| 3   | «The Darkest Secret»             | Mary Robertson y Emma Schwartz | 18 de marzo de 2024       |
| 4   | «Too Close to the Sun»           | Mary Robertson y Emma Schwartz | 18 de marzo de 2024       |
| 5   | «Breaking The Silence»           | Mary Robertson y Emma Schwartz | 7 de abril de 2024        |

## Reparto
- Drake Bell (miembro del reparto de The Amanda Show y protagonista de Drake & Josh)
- Joe Bell (padre de Drake Bell)
- Tracey Brown (madre de Bryan Herne)
- Mike Denton (camarógrafo en iCarly)
- Rick Ellis (periodista)
- Virgil L. Fabian (director en All That y The Amanda Show)
- Leon Frierson (miembro del reparto de All That en las temporadas 4-6)
- Bryan Hearne (miembro del reparto de All That en las temporadas 7-8)
- Anne Henry (cofundadora de la Fundación BizParentz)
- Katrina Johnson (miembro del reparto de All That en las temporadas 1 a 3)
- Jenny Kilgen (guionista en The Amanda Show)
- Scaachi Koul (redactora cultural de Buzzfeed Canada)
- Raquel Lee (miembro del reparto de The Amanda Show desde la primera temporada)
- MJ (madre de la actriz de El show de Amanda Brandi)
- Alexa Nikolas (miembro del reparto de Zoey 101 en las temporadas 1 y 2)
- Pam Penn (madre de Raquel Lee)
- Kimmy Robertson (actriz)
- Giovonnie Samuels (miembro del reparto de All That en las temporadas 7-9)
- Christy Stratton (guionista en The Amanda Show)
- Kyle Sullivan (miembro del reparto de All That en las temporadas 7-10)
- Marc Summers (presentador de Double Dare)
- Kate Taylor (periodista de Business Insider)
- Karyn Finley Thompson (editora de All That, The Amanda Show y Drake & Josh)

## Recepción y respuestas
En el agregador de críticas Rotten Tomatoes, el 100% de los 7 críticos valoraron positivamente la serie. Richard Roeper del Chicago Sun-Times hizo una crítica positiva de la serie, dándole tres de cuatro estrellas. Escribió que el documental ampliaba un reportaje de Business Insider y describió el documental como una "exposición periodísticamente sólida, directa y a veces desgarradora".
Eric Deggans, de NPR, elogió a las personas del programa por hablar claro, al tiempo que esperaba que documentales como Quiet on Set pudieran "cambiar las actitudes populares sobre cómo se trata a los niños actores del mismo modo que otros trabajos han cambiado las ideas sobre agresiones sexuales, acoso y códigos de conducta en los lugares de trabajo que alimentan la fábrica de sueños de Hollywood". Nick Schager, crítico de entretenimiento de The Daily Beast, hizo una crítica positiva de la serie, escribiendo que "resuena como la continuación de una historia tan antigua como el propio Hollywood, y otra advertencia más a las madres y padres de que deberían pensárselo dos veces antes de aceptar ayudar a sus vástagos juveniles a perseguir la gloria de la lista A". Candice Frederick, del Huffington Post, valoró positivamente la serie. Le gustó que la serie presentara historias distintas al testimonio de Drake Bell. Sin embargo, criticó la serie por no profundizar en la cultura laboral general de Nickelodeon, escribiendo "Si eso es cierto, ¿cuántos de ellos siguen trabajando en, o con, Nickelodeon? Este es el tipo de cosas que también deberíamos preguntarnos".
Según Nielsen Media Research, los dos primeros episodios fueron vistos por 0,614 millones de espectadores con un índice de audiencia de 0,4 hogares y un índice de audiencia de 0,11 18-49. Los dos episodios siguientes fueron vistos por 0,641 millones de espectadores con un índice de audiencia de 0,42 hogares y un índice de audiencia de 0,13 18-49. Reelgood informó que la serie documental fue la quinta serie de televisión más transmitida en todas las plataformas de transmisión del 14 al 20 de marzo de 2024. El 18 al 25 de marzo de 2024, Quiet on Set fue la docuserie más vistas de la televisión estadounidense, según un usuario de streaming JustWatch. El 26 de marzo de 2024, Investigation Discovery informó que los primeros cuatro episodios fueron vistos por más de 16 millones de espectadores a través de cable, Max y Discovery+. También fue la serie sin guion más vista en Max desde su lanzamiento el 23 de mayo de 2023.
El 27 de marzo, los productores de Disney Channel, Rich y Beth Correll, se disculparon públicamente por escribir cartas en apoyo de Peck diciendo: "Si hubiéramos sabido la verdad en el momento en que se escribieron las cartas, nunca las habríamos escrito".

### Respuesta de Nickelodeon

Nickelodeon, quien le dio una declaraciones con los sitios de noticias Variety y NBC News, sobre Drake Bell quien demandó en el año 2004.

Justo antes del estreno de la serie, un portavoz de Nickelodeon emitió unas declaraciones con Variety y NBC News, en las que afirmaba que "ahora que Drake Bell ha revelado su identidad como demandante en el caso de 2004, estamos consternados y entristecidos al conocer el trauma que ha sufrido, y elogiamos y apoyamos la fortaleza necesaria para dar la cara". Nickelodeon también dijo a Variety que investigan "todas las quejas formales como parte de nuestro compromiso de fomentar un ambiente de trabajo seguro y profesional libre de acoso u otros tipos de conducta inapropiada".
En una entrevista en el podcast The Sarah Fraser Show, Drake Bell consideró que la respuesta de Nickelodeon era "vacía". Además, comentó que "tengo que pagar mi propia terapia, tengo que averiguar qué - quiero decir que si hubiera algo, si hubiera algo de verdad detrás de que realmente se preocupan, habría algo más que citas en una página por, obviamente, un representante legal diciéndoles exactamente cómo adaptar una respuesta".

### Respuesta de otras estrellas de Nickelodeon
En un vídeo en directo de TikTok, Devon Werkheiser, Lindsey Shaw y Daniel Curtis Lee bromearon sobre las acusaciones de abuso que aparecen en la docuserie, afirmando que "nuestro set no era así". Anteriormente protagonizaron Ned's Declassified School Survival Guide, un programa de Nickelodeon en el que Schneider no participó. Drake Bell y Alexa Nikolas, entre otros, criticaron el vídeo en directo a través de un post en Twitter y varios acusaron al trío de hacer luz sobre el abuso sexual infantil. En respuesta, Werkheiser emitió una disculpa a Bell y a las otras personas mencionadas, escribiendo "Hoy me he comportado como un idiota" y declaró que tenía "el corazón verdaderamente roto por lo que han pasado mis compañeros actores. No puedo creer que no se les protegiera. Siento haber agravado cualquier daño". El 22 de marzo de 2024, los tres actores explicarían el incidente en su podcast, Ned's Declassified Podcast Survival Guide. Durante el episodio, Werkheiser recordó una interacción positiva con Bell durante la fiesta de clausura del piloto de Ned's Declassified. Los actores también revelaron que Brian Peck estuvo en el set como sustituto durante en un episodio en la serie mencionada.
Marc Summers, antiguo presentador de Double Dare, se sorprendió por su participación en la docuserie y se retiró del proyecto al enterarse de qué trataba. Reveló en Elvis Duran and the Morning Show que le habían engañado haciéndole creer que el documental trataba sobre Nickelodeon en general. Cuando le mostraron imágenes de una serie de Nickelodeon, abandonó el set, sintiéndose «emboscado». Negó haber conocido a Dan Schneider o a cualquiera de los sujetos implicados, añadiendo que su etapa en Nickelodeon les precedía. Se le informó de que su aparición sería cortada, aunque más tarde se le comunicó que se mostraría una parte. Robertson y Schwartz respondieron afirmando que todos los participantes fueron informados de las intenciones del proyecto. Sin embargo, otra prueba de que otros participantes desconocían por completo la serie se produjo cuando Raquel Lee y Alexa Nikolas expresaron su decepción sobre la docuserie cuando se reveló que se hizo también para Investigation Discovery afirmando que no habrían hecho la entrevista al saberlo, sintiendo que su historia debería haber estado en una «plataforma creíble más seria».
Justo después del estreno del episodio, el coprotagonista de Drake Josh Peck recibió comentarios negativos en sus redes sociales por guardar silencio sobre los abusos que sufrió Bell. Josh Peck mencionó previamente en un podcast de 2022 que no estaba muy unido a Bell. El 20 de marzo de 2024, Bell defendió a Peck a través de un vídeo de TikTok, afirmando que Peck se puso en contacto con él en privado. Un día después, Josh Peck rompió su silencio a través de un post en Instagram. Después de terminar la docuserie, Peck se tomó unos días para procesarlo. Peck escribió que se puso en contacto con Bell, confirmando el TikTok de Bell del día anterior. Peck concluyó: "Hay que proteger a los niños. Revivir esto públicamente es increíblemente difícil, pero espero que pueda traer sanación para las víctimas y sus familias, así como el cambio necesario para nuestra industria".

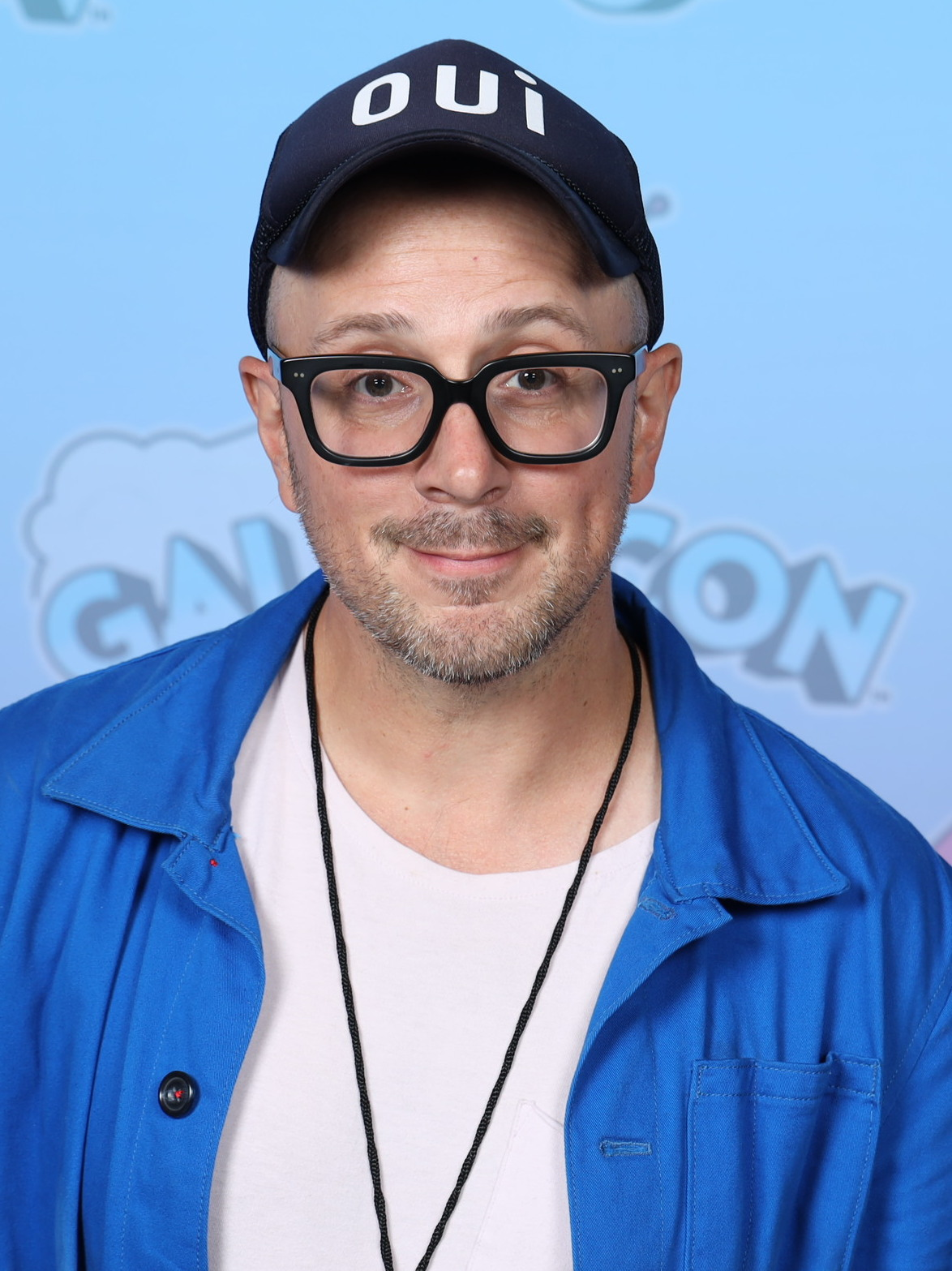
Steven Burns, quien respondió por sus seguidores en su cuenta de TikTok.

Nancy Sullivan, que interpretó a la madre del personaje de Drake, Drake Parker, en Drake & Josh, también expresó su apoyo a Bell. En un post de Instagram, escribió "Enviando amor a Drake para una profunda curación y para una rica y hermosa vida por delante". Steve Burns, que interpretó a Steve en la serie de Nick Jr. Blue's Clues, publicó un TikTok en el que hablaba a sus espectadores mientras rompía la cuarta pared, "Hola, sólo estoy comprobando. Dime, ¿qué está pasando?", antes de permanecer en silencio durante el siguiente minuto. Aunque la docuserie nunca se mencionó en TikTok, el vídeo de Burns fue visto en Twitter como se hizo respuesta a la mencionada docuserie.
Amber Montana, quien interpretó a Taylor Hathaway en The Haunted Hathaways publicó un vídeo de respuesta en su TikTok, alegando que pornografía infantil apareció en algunos de los ordenadores de Nickelodeon cuando empezaron a trabajar en la serie. Allie DiMeco, que interpretó a Rosalina en The Naked Brothers Band, reveló que el episodio en el que besó a un francés treintañero le provocó PTSD. Denunció a Nickelodeon por no permitir que los niños se manifiesten en contra de estas decisiones. Sin embargo, reconoció que el set de The Naked Brothers Band era relativamente más seguro que otros debido a la implicación en el programa de la directora Polly Draper, madre de las estrellas Natt Wolff y Alex Wolff. Jack Salvatore Jr., que interpretó a Mark Del Figgalo en Zoey 101, respondió al documental a través de un vídeo de Instagram añadiendo varias acusaciones más a Dan Schneider. Entre ellas, Schneider sacó una escopeta para asustar a uno de los guionistas, así como Nickelodeon no recomendó pastillas antidepresivas a la estrella de iCarly Jennette McCurdy tras la muerte de su madre.
Angel Massey, la madre de la estrella de Zoey 101 Christopher Massey, defendió a Dan Schneider en Instagram. Elogió a Schneider por impulsar la carrera de su hijo y culpó a los padres de la víctima. También publicó algunas imágenes de los comentarios negativos de la gente, incluida una imagen de matamoscas multicolores. Christopher Massey publicó más tarde una historia de Instagram instando a la gente a dejar en paz a su madre. También escribió "Mi historia será contada desde mí.....no desde un padre, un amigo, un compañero de trabajo.....Mí!!!" Madisyn Shipman, que protagonizó el programa de Nickelodeon Game Shakers, también defendió a Schneider. En un comentario de Instagram, compartió que no tenía "más que cosas positivas que decir" sobre Schneider basándose en su experiencia en el set".
Kenan Thompson respondió que la situación era un «tema duro», añadiendo que la mayoría de los incidentes descritos ocurrieron después de que él dejara Nickelodeon. También mencionó que Schneider no participaba mucho en Kenan & Kel y que su «corazón está con cualquiera que haya sido víctima, o con sus familias.» También instó a Nickelodeon a investigarlo, quejándose de que la cadena «se suponía que era un lugar seguro para los niños».  Kel Mitchell respondió mencionando un incidente en 1997 en el que tuvo una discusión con Schneider, que era el guionista jefe de All That, en la que le gritó a Mitchell. 
Matt Bennett, quien interpretó a Robbie Shapiro en Victorious y conocido DJ del evento temático de Nick, Party101, escribió en su historia de Instagram donde escribió lo siguiente: "Pasé la mayor parte del tiempo tratando de alejarme de la situación, preguntándome: "Si no hubiera trabajado para Nickelodeon y no conociera a ninguna de las personas involucradas, ¿estaría bien con el comportamiento y el trato de los demás que estoy viendo?. Y la respuesta es no. No estaría de acuerdo y no lo estoy. No estoy seguro de cuánto puedo hacer o decir hoy, todo es demasiado real para mí en este momento", con una nota adicional en la que afirma que es una situación privada para mucha gente y desea que la gente sea respetuosa con su privacidad.
En el episodio 5 de la serie, las antiguas estrellas de All That Giovonnie Samuels y Bryan Hearne respondieron a las disculpas de Schneider expresando su descontento.
En una entrevista de Business Insider, la estrella de All That Lori Beth Denberg acusó a Schneider de mostrarle pornografía, incluyendo bestality, iniciar sexo telefónico con ella y manosear sus pechos. Schneider negó gran parte de sus acusaciones, calificándolas de «salvajemente exageradas», y señaló que la entrevistadora era la productora ejecutiva Kate Taylor.
En una entrevista de 2024 con Marie Claire, Victoria Justice describió su relación con Schneider como «compleja», ya que él la ayudó a saltar a la fama y se mostró agradecida. Reconoció el ego de Schneider y, tras oírle decir que le debe una disculpa a la gente, Justice dijo que «una de ellas sería yo». También dijo que algunas de las bromas, especialmente las inapropiadas, eran de mal gusto.
En el podcast Podcrushed de Penn Badgley, Ariana Grande mencionó que tuvo que "reprocesar" su relación con Nickelodeon. Añadió que en el momento de filmar Victorious, ella y el elenco sintieron que el humor "sobrepasaba los límites" y que sucedió rápidamente. Añadió que después de darse cuenta del contexto, se molestó un poco y consideró a gran parte de los niños actores que aparecían como supervivientes. Grande apoyó la idea de tener terapeutas en los sets de televisión.

### Respuesta de los antiguos partidarios de Brian Peck
Justo antes de la emisión de la docuserie, Strong y Friedle publicaron un episodio de la serie de podcast, Pod Meets World, en el que abordaban su pasada amistad con Brian Peck en el set de Boy Meets World y su defensa durante el juicio y la sentencia. Ambos afirman que desconocían el alcance de los cargos que se le imputaban a Peck y que éste los había engañado. Dicen que desde entonces han cortado lazos con Peck. En una entrevista en el podcast, The Sarah Fraser Show, Drake Bell discrepó del episodio de Pod Meeds World, señalando que ambos hombres eran adultos cuando escribieron sus cartas. También reveló en la misma entrevista que nunca recibió disculpas de ninguna de las personas que han escrito cartas a Peck. En una entrevista en el podcast, The Sarah Fraser Show, Drake Bell se discuto con el episodio de Pod Meeds World, señalando que tanto Friedle como Strong eran adultos cuando escribieron sus cartas (Friedle tenía 27 años y Strong tenía 24). También reveló en la misma entrevista que nunca recibió ninguna disculpa de ninguna de las personas que han escrito cartas a Peck.
Joanna Kerns emitió una declaración a los realizadores del documental en la que afirmaba que en aquel momento desconocía el alcance total del caso y que ahora se arrepentía de su carta de apoyo. El 25 de marzo de 2024, los directores Beth Correll y Rich Correll escribieron una declaración a Variety en la que expresaban su arrepentimiento por haber apoyado a Brian Peck. Concluyeron: "No hay palabras para expresar lo mal que nos sentimos por estar en el lado equivocado de una situación horrible y el trauma que te causó, Drake. Estamos devastados por haber apoyado involuntariamente lo insoportable". Tom DeSanto, que fue productor ejecutivo de la película de superhéroes de 2000 X-Men (que contó con Peck en un papel sin acreditar), emitió una declaración con People Magazine arrepintándose de haber apoyado a Peck. Él escribe: "Quiero disculparme personalmente con Drake y su familia y declarar enfáticamente que si hubiera estado completamente informado de todas las acusaciones, mi apoyo se habría retenido por completo". Bell respondió a la disculpa de DeSanto, diciendo que su disculpa "crea un efecto dominó", y agregó que la situación "es algo muy, muy difícil para todos los involucrados".
Tom DeSanto, quien fue productor ejecutivo de la película del año 2000 X-Men (en la que aparecía Peck en un papel no acreditado), emitió un comunicado a People Magazine en el que lamentaba haber apoyado a Peck. Escribe: «Quiero disculparme personalmente con Drake y su familia y afirmar enfáticamente que si hubiera estado plenamente informado de todas las acusaciones, mi apoyo habría sido absolutamente negado. Bell respondió a la disculpa de DeSanto, diciendo que su disculpa “crea un efecto dominó”, añadiendo que la situación “es algo muy, muy duro para todos los involucrados”. El 2 de abril de 2024, durante su aparición en el podcast Not Skinny but Not Fat, Bell creía que muchos de los individuos fueron engañados por Peck. Bell añade: «En realidad no albergo ningún enfado, es sólo confusión».

### Respuesta de Dan Schneider
Antes de que se emitieran los episodios, el portavoz de Schneider hizo público un comunicado en el que defendía el contenido de sus producciones. El portavoz afirmaba que todo había sido aprobado por los productores de la cadena. El portavoz concluyó: "Desgraciadamente, algunos adultos proyectan sus mentes adultas en los programas infantiles, sacando falsas conclusiones sobre ellos".
Tras la emisión de los episodios, Schneider colgó una entrevista con BooG!E (que había aparecido como el personaje recurrente T-Bo en iCarly) sobre la docuserie. Schneider declaró: "Ver las dos últimas noches fue muy difícil. Yo enfrentándome a mis comportamientos pasados, algunos de los cuales son vergonzosos y de los que me arrepiento. Definitivamente le debo a algunas personas una disculpa bastante fuerte". Afirmó sentirse "avergonzado" por haber pedido masajes a varios miembros del equipo. Schneider también aceptó que algunos chistes de sus programas más antiguos deberían haberse eliminado en futuras emisiones, añadiendo que se añadieron porque a los niños les hacían gracia y nadie se preocupó en su momento. Reiteró que cada decisión creativa que tomó en Nickelodeon fue cuidadosamente revisada por la cadena.
Schneider reconoció su comportamiento en las salas de redacción y se disculpó por hacer que los guionistas se sintieran incómodos en ese entorno. También negó haber influido en los salarios, afirmando que compartirlos es una práctica común entre los guionistas de televisión. Schneider citó la exigencia de producir más de 40 episodios al año para sentirse presionado. Schneider mencionó que estaba muy orgulloso de la diversidad de sus series, varias de ellas con personajes negros importantes. Negó que se le prohibiera la entrada en ningún plató y afirmó que si alguna vez estaba fuera de él era porque estaba ocupado escribiendo; como se sabía que estaba presente en el plató, esto daba esa ilusión. Schneider declaró que formó parte del consejo de Amanda Bynes en su intento de emancipación y que ella le llamó una mañana angustiada. Schneider, preocupado por ella declaró que llamó a alguien de confianza para que la recogiera y que finalmente fue llevada por la policía.
En cuanto a los abusos sexuales a Drake Bell por parte de Brian Peck, Schneider negó haber contratado a Peck y declaró que el caso fue "la parte más oscura de mi carrera" y que estaba devastado por los abusos de Bell, añadiendo que ayudó a la madre de Bell a preparar su discurso ante el tribunal. También reconoció sentirse desconcertado tras saber que Peck, un delincuente sexual registrado, fue contratado por Disney Channel tras salir de la cárcel. Cuando se le preguntó si había algo que podría cambiar en retrospectiva, Schneider mencionó tener un terapeuta en el set, así como cambiar su comportamiento.
Alexa Nikolas, una de las personas que aparecen en el documental, publicó un YouTube live stream reaccionando al vídeo de Schneider el 20 de marzo de 2024. No le gustó que Schneider publicara un vídeo en lugar de enviar disculpas privadas a cada una de las antiguas estrellas infantiles y miembros del personal. También criticó el hecho de que Schneider recurriera a un actor de uno de sus programas para realizar la entrevista, comparándola con una cámara de eco. Nikolas concluyó diciendo que "no perdono a Dan Schneider", explicando además que "estaba evitando muchas de las principales discusiones aquí que se mencionaron en Quiet on Set. Estaba jugando la carta de la compasión, centrándose en sí misma, haciéndose la víctima". Leon Frierson, otro individuo que aparece en el documental, tuvo una reacción más positiva al vídeo de Schneider. En una declaración a Entertainment Weekly, dijo: "Dan señaló con razón los pasos en falso de la red y arrojó luz sobre un proceso fallido en términos del contenido cuestionable que se transmitió al mundo". En el podcast That's Fucked Up, Frierson también reveló que se le pagaba alrededor de 1⁄10 tanto como los miembros del elenco de otras redes.Madisyn Shipman, que coprotagonizó en la serie Game Shakers, elogió la respuesta de Schneider por asumir la responsabilidad y lo apoyó, mencionando que su experiencia fue en su mayoría positiva.
Leon Frierson, otra persona que aparece en el documental, tuvo una reacción más positiva al vídeo de Schneider. En una declaración a Entertainment Weekly, dijo que Schenider reconocía sus errores al tiempo que «arrojaba luz sobre un proceso fallido» para reducir cualquier contenido cuestionable en la cadena. En el podcast That's F***ed Up Podcast, Frierson también reveló que le pagaban aproximadamente 1⁄10 tanto como a los miembros del reparto de otras cadenas.
En mayo de 2024, Schneider demandó a los productores por difamación, alegando que la serie insinuaba que él era cómplice de abusos sexuales a menores.